# Hemicrepidius montanus
Hemicrepidius montanus là một loài bọ cánh cứng trong họ Elateridae. Loài này được Lane miêu tả khoa học năm 1965.